# Corneliu Monoranu
Corneliu Monoranu (n. 8 februarie 1938) este un fost deputat român în legislatura 1992-1996, ales în județul Suceava pe listele partidului PDSR.

## Legături externe
- Corneliu Monoranu[nefuncțională – arhivă]
 la cdep.ro